# Kazimierz Jodkowski
Kazimierz Walenty Jodkowski (ur. 14 lutego 1950 w Złocieńcu) – polski filozof, profesor w zakresie nauk humanistycznych, zajmuje się filozofią nauki oraz filozofią przyrody i nauk przyrodniczych, w tym m.in. niewspółmiernością interteoretyczną i demarkacją nauki. Jest twórcą serii książkowej „Realizm. Racjonalność. Relatywizm” oraz internetowego czasopisma „Filozoficzne Aspekty Genezy”.

## Życiorys
Urodził się 14 lutego 1950 roku jako syn Tadeusza i Stefanii. Ukończył szkołę podstawową w Złocieńcu, a liceum ogólnokształcące w Drawsku Pomorskim.
Studiował filozofię na Katolickim Uniwersytecie Lubelskim, magisterium uzyskał w roku 1974 z wyróżnieniem. Praca magisterska dotyczyła kosmologii Edwarda Arthura Milne’a. Promotorem był Stanisław Mazierski. W 1983 roku obronił doktorat z filozofii na Wydziale Filozofii i Socjologii Uniwersytetu Marii Curie-Skłodowskiej w Lublinie. Doktorat dotyczył antykumulatywizmu Thomasa Kuhna i Paula Feyerabenda. Od stycznia do maja 1990 roku był na stypendium Lock Haven University w Lock Haven. W 1992 roku uzyskał stopień doktora habilitowanego filozofii na Uniwersytecie im. Adama Mickiewicza w Poznaniu na podstawie rozprawy Wspólnoty uczonych, paradygmaty i rewolucje naukowe , a 28 kwietnia 2000 roku otrzymał tytuł profesora w zakresie nauk humanistycznych.
Pracę naukową rozpoczął 1 kwietnia 1975 roku w Instytucie Filozofii na Wydziale Filozofii i Socjologii Uniwersytetu Marii Curie-Skłodowskiej w Lublinie. Od 1985 do 1994 roku był kierownikiem sekcji metodologii nauk w Zakładzie Logiki i Metodologii Nauk Wydziału Filozofii i Socjologii UMCS. W październiku roku 1995 rozpoczął pracę w Zakładzie Logiki i Metodologii Nauk na Wyższej Szkole Pedagogicznej w Zielonej Górze. W latach 80. zajmował się kolportowaniem bezdebitowej literatury wśród pracowników UMCS i był z tego powodu rozpracowywany przez służbę bezpieczeństwa. W latach 1999–2002 był dyrektorem Instytutu Filozofii WSP/UZ.
Założył w 1984 roku (ze Zbysławem Muszyńskim, Jackiem Paśniczkiem i Janem Pomorskim) filozoficzną serię książkową „Realizm. Racjonalność. Relatywizm” (w skrócie RRR), w której ukazało się ponad 40 tomów.
W 2004 roku zainicjował powstanie w Zielonej Górze lokalnej grupy „Nauka a Religia”, której został opiekunem naukowym. W ramach działalności tej grupy w roku 2004 utworzył internetowe czasopismo „Filozoficzne Aspekty Genezy”, którego został redaktorem naczelnym i był nim do roku 2010.
W roku 2015 w uznaniu dla jego dorobku naukowego Uniwersytet Zielonogórski wydał księgę jubileuszową dedykowaną Jodkowskiemu.
Ożenił się z Gerardą Martyniuk (ur. 1951), z którą ma dwoje dzieci, Justynę (1980) i Martę (1988) .
Był działaczem Unii Polityki Realnej. W 2001 roku startował do sejmu w wyborach parlamentarnych z listy Platformy Obywatelskiej .

## Zapatrywania naukowe
W swoich badaniach zastanawia się, czym nauka różni się od nie-nauki i jakie należy postawić kryterium, by je odróżnić. Uważa, że nie istnieje dobre kryterium demarkacji. Nie istnieje bezpośredni kontakt zmysłowy z rzeczywistością, a ludzki układ nerwowy potrafi utworzyć co najwyżej trójwymiarowe symulacje otaczającej rzeczywistości .
W swoich publikacjach podkreśla także istotną rolę filozofii w rozwoju nauki. Zaznacza, że nauka często korzysta ze wsparcia ze strony filozofii. Odcięcie nauki od filozofii prowadziłoby do odcięcia nauki od źródła pomysłów heurystycznych i doprowadziłoby do zmniejszenia alternatywnych prób wyjaśniania rzeczywistości i w konsekwencji do „zasuszenia” samej nauki .
Trzecią dziedziną jego naukowych zainteresowań jest wzajemne oddziaływanie nauki i religii. Jego zdaniem współczesna nauka bez założenia naturalizmu nie może istnieć. Naturalizm zakazuje odwoływać się do przyczyn nadprzyrodzonych przy wyjaśnianiu świata, podczas gdy teizm głosi realność tego rodzaju przyczyn. Ewolucjonizm jest ściśle związany z naturalizmem, który wyklucza światopogląd teistyczny (choć nie deistyczny). Jego zdaniem nie do utrzymania staje się pogląd, że nauka i religia należą do wzajemnie niekrzyżujących się sfer .
Uważa, że nauka jest elementem społeczeństwa i bez niego istnieć nie może, a jej istnienie jest czymś wtórnym. Reprezentujący społeczeństwo politycy mają prawo decydować o tym, ile pieniędzy przeznacza się na naukę, bo istnienie społeczeństwa jest ważniejsze niż istnienie nauki. Efekt jest więc taki, że w razie konfliktu z naukowymi wartości pozanaukowe w nauce dominują.
Jodkowski postawił kreacjonistom bardzo wygórowany wymóg. Jego zdaniem powinni wykazać nie tylko, że nauka czegoś naturalistycznie nie tłumaczy, ale też, że jest to niemożliwe. Sformułował koncepcję epistemicznych układów odniesienia. Koncepcję tę bardziej szczegółowo opracował Krzysztof Kilian.

## Recepcja
Wojciech Sady nie zgodził się, że kreacjonizm naukowy prowadzi do teizmu, jego zdaniem może co najwyżej prowadzić do niewiary w darwinizm i tylko tymczasowo. Może jedynie prowadzić do wiary w istnienie pozamaterialnych przyczyn powstawania organizmów żywych. Zarzucił, że Jodkowski stawia kreacjonistom niewykonalne warunki. Sady stwierdził, że nie wiadomo, co znaczy „naturalistyczny” ani „prawa fizyki”. Wiara w dosłownie rozumianą Biblię zawsze pozostanie wiarą, bez względu na osiągnięcia naukowego kreacjonizmu.
Dariusz Sagan ocenił, że Jodkowski prowadzi rozważania na temat epistemicznych układów odniesienia na dosyć ogólnym poziomie. Jego zdaniem Jodkowski posługuje się tym terminem w sposób niejednoznaczny.

## Publikacje
- Teza o niewspółmierności w ujęciu Thomasa S. Kuhna i Paula K. Feyerabenda, Lublin 1984. ISBN 83-00-00888-8.
- Wspólnoty uczonych, paradygmaty i rewolucje naukowe, Lublin 1990. ISBN 83-227-0322-8.
- Metodologiczne aspekty kontrowersji ewolucjonizm-kreacjonizm, Realizm. Racjonalność. Relatywizm, t. 35, Wyd. UMCS, Lublin 1998. ISBN 83-227-1321-5.
- Spór ewolucjonizmu z kreacjonizmem. Podstawowe pojęcia i poglądy, Biblioteka Filozoficznych Aspektów Genezy, t. 1, Wydawnictwo Megas, Warszawa 2007. ISBN 83-901-413-7-X.

## Wyróżnienia
W roku 1999 za monografię Metodologiczne aspekty kontrowersji ewolucjonizm-kreacjonizm otrzymał nagrodę I Stopnia Ministra Edukacji Narodowej.